# ブラデリン祭壇画

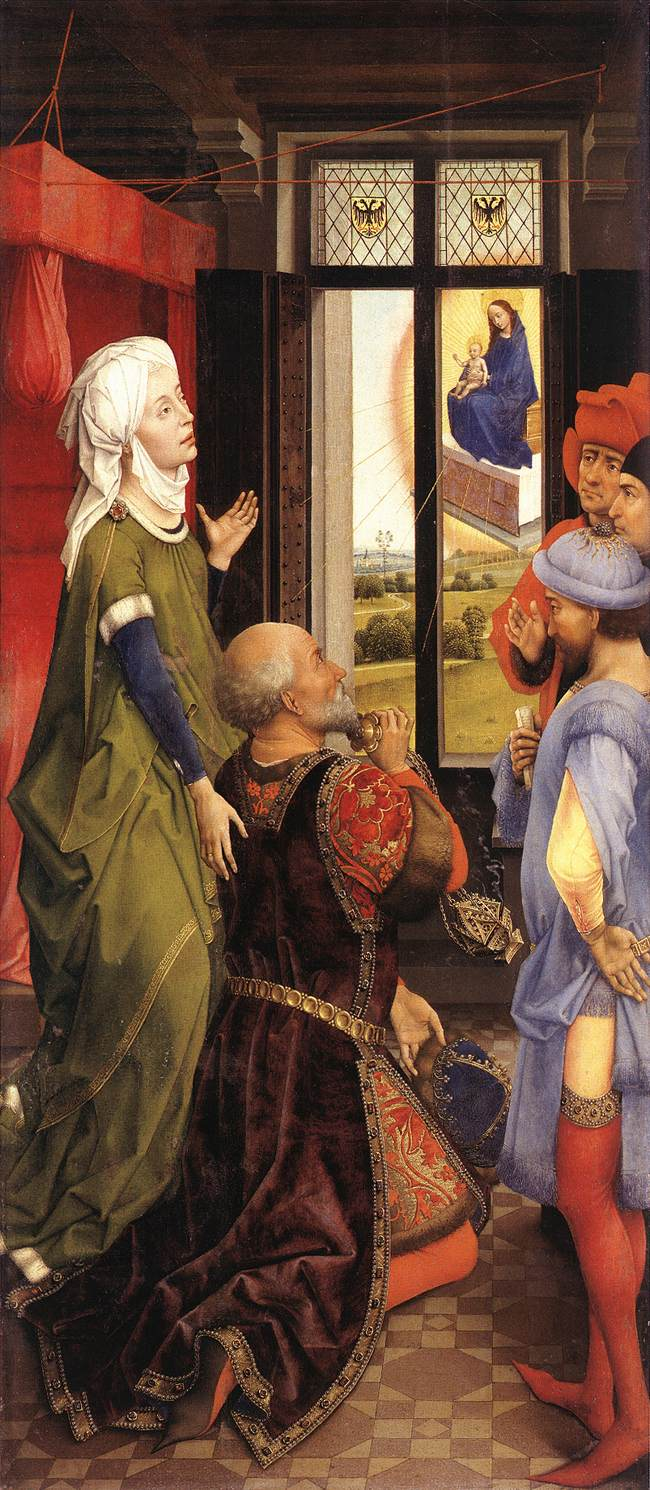
左翼パネル: ローマ皇帝アウグストゥスの幻視
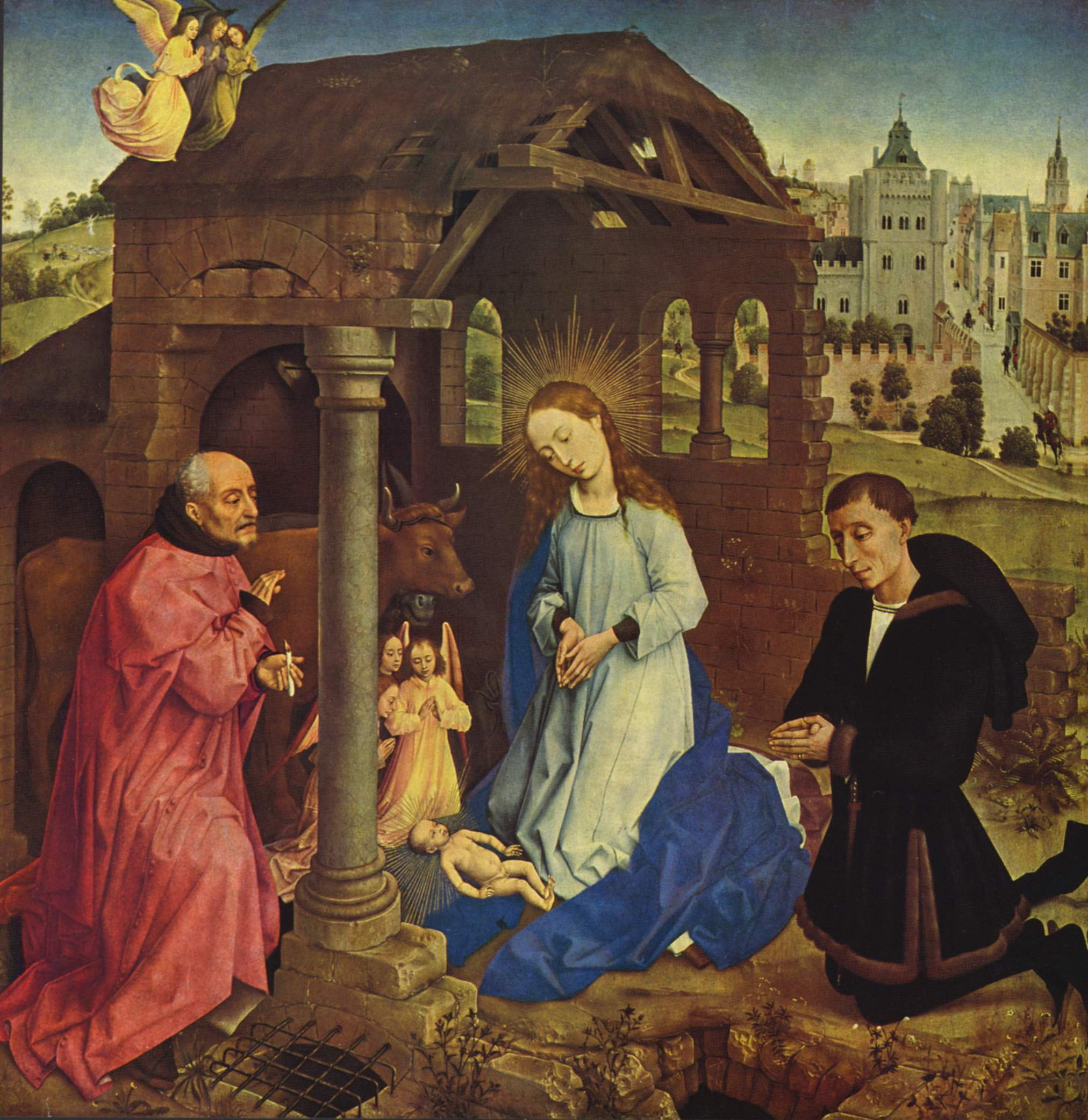
中央パネル: キリストの降誕
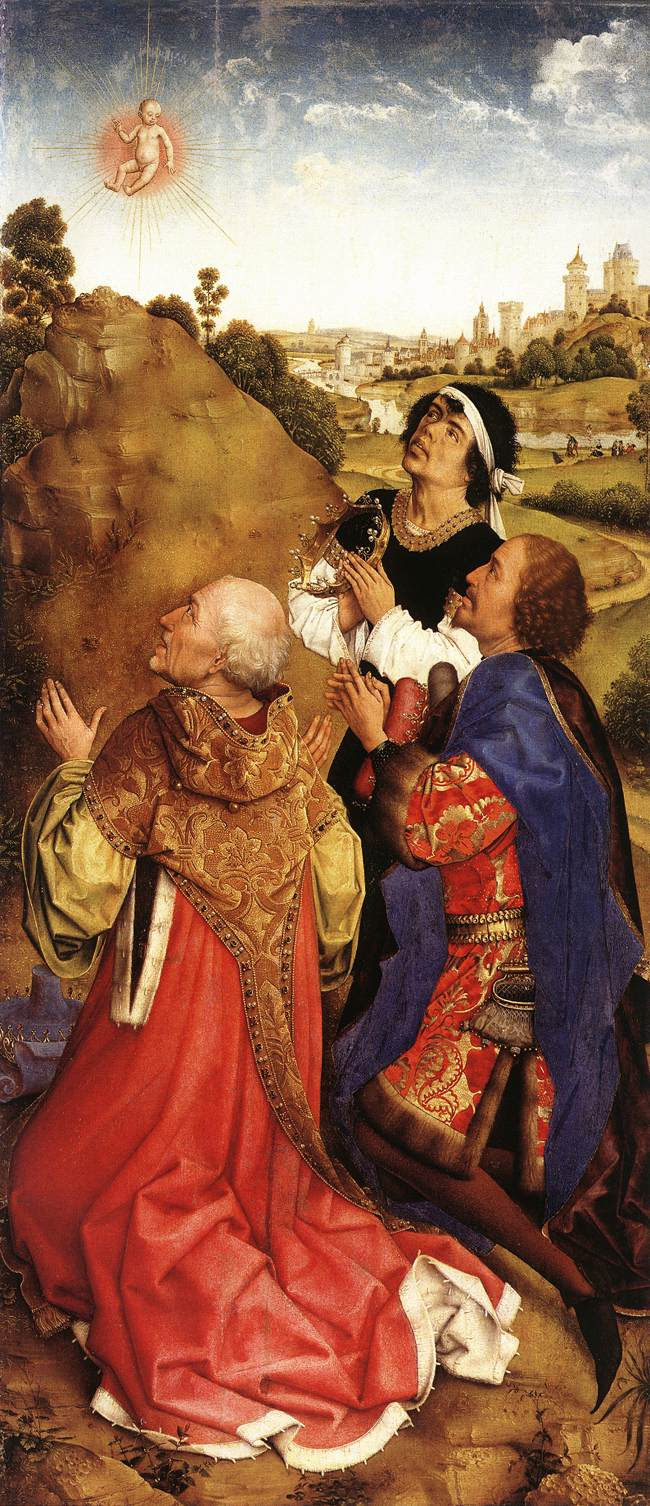
右翼パネル: 東方三博士の幻視
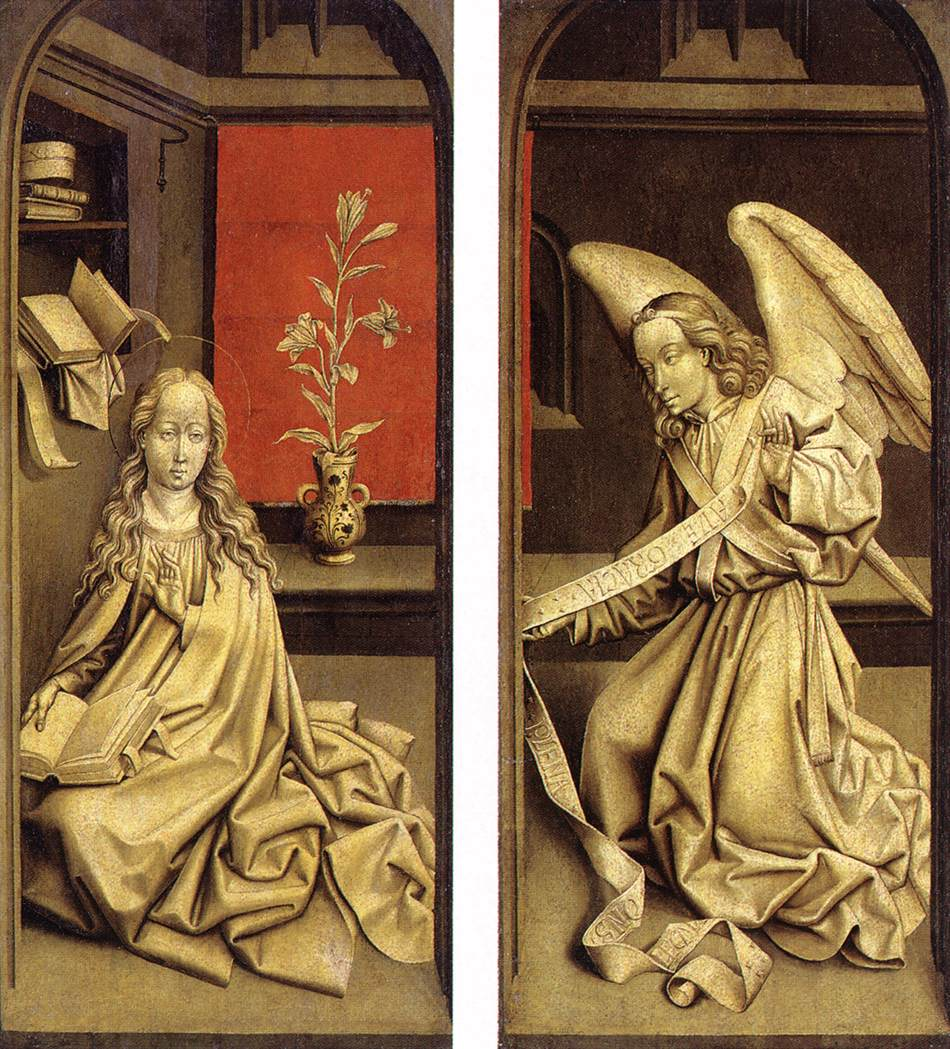
左右両翼パネルの外側: 受胎告知

『ブラデリン祭壇画』（ブラデリンさいだんが、独: Der Bladelin-Altar、 英: Bradelin Altarpiece）、または『ミッデルブルク祭壇画』（ミッデルブルクさいだんが、独: Der Middelburger-Altar、英: Middelburg Altarpiece）は、初期フランドル派の巨匠ロヒール・ファン・デル・ウェイデンが晩年の1450年ごろ、板上に油彩で制作した三連祭壇画である。イエス・キリストの誕生の場面を描いている。間違いなくウェイデンに帰属される唯一の降誕場面の作品として、『降誕の三連祭壇画』としても知られている。この三連祭壇画は、おそらくフランドルの町ミッデルブルグ(フラマン語でミッテルブルフ) の設立者ピーテル・ブラデリン により1460年にミッデルブルクの新教会に寄進された。絵画のサイズは、「キリストの降誕」を描いている中央パネルが縦93.5センチ、横92センチ、「ローマ皇帝アウグストゥスの幻視」を描いている左翼パネルが縦93.5センチ、横41.8センチ、「東方の三博士の幻視」を描いている右翼パネルが縦  93.5センチ、横41.5センチである。1834年以来、ベルリン絵画館に所蔵されている。 

## 作品

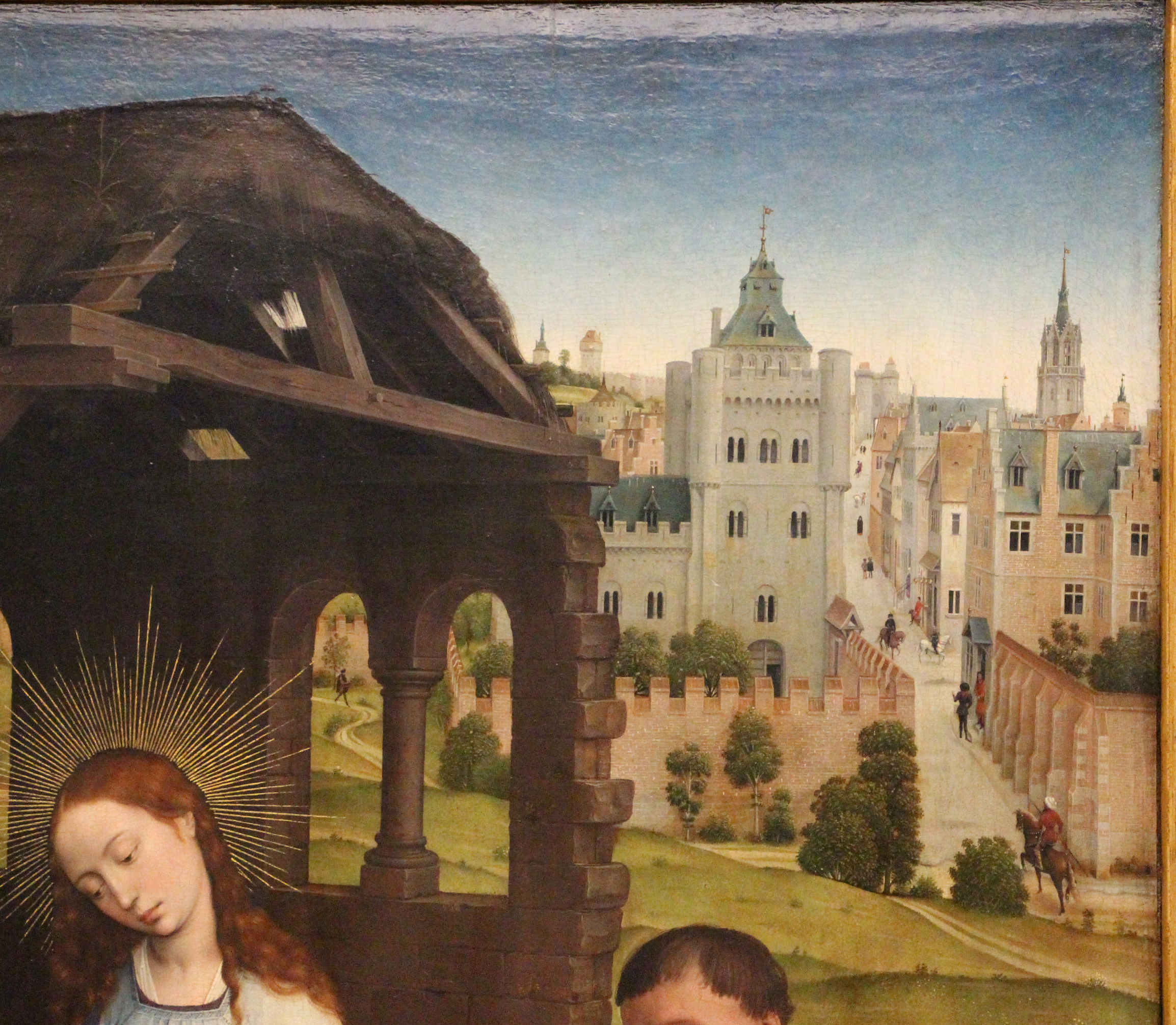
中央パネルの部分

大きな中央パネルには、ベツレヘムの厩に家畜、天使とともに聖母マリアと幼子イエスのいる、イエスの降誕場面が描かれている。構図は、ウェイデンの師匠ロベルト・カンピンが1420年に制作した、ディジョン美術館の『キリストの降誕』に大きく依拠している。厩は伝統的な木の小屋というより、半ば朽ちている藁ぶきのロマネスク様式の建物である。それは古い世界を象徴し、イエスの誕生が新しい世界をもたらしたことを表している。この建物には石壁、アーチ型の窓、1本の古典的な柱があり、この柱は斜めの視点で表されるウェイデンの作品に特有のものである。3人の大人が跪いて、幼子イエスを礼拝している。
聖母マリアは明るい青色のガウンと深い青色のマントを身に着けており、赤いガウンを着ている聖ヨセフは灯されたロウソクを持っているが、これはすべての現世の光がろうそくの光に象徴されるイエスの光には及ばないことを示している。ヨセフの反対側には、黒い服を身に着けた寄進者の男性の肖像があり、彼は右側の厩の外で跪いている。ヨセフの下には大きな金属の格子があり、それは地下の水槽を覆っている。背景左側には、羊飼いたちにイエスの誕生を知らせている天使を描いた小さな場面があり、右側には道、壁、塔のある町の光景がある。
2枚の両翼パネルには関連した場面が描かれている。左翼パネルの画面は、『人類救済の鏡』に依拠している。そこには、古代ローマ皇帝アウグストゥスがティブルのシビュラに自分が地上で最も偉大な男であるのか、そして自分が神として崇拝されることに同意すべきなのかと尋ねた伝説的な場面が描かれている。シビュラはアウグストゥスに聖母子のヴィジョンを見せ、その後、彼はローマで「神の最初の子」に捧げられた祭壇 (現在、アラ・コエリ教会 のある場所) を設立したとされている。シビュラの隣にいる皇帝は、中央パネルのほうを向いて跪き、ハプスブルク家の双頭の鷲が記された窓から聖母子のヴィジョンを見ている。右側にはアウグストゥスの3人の側近がいるが、おそらくフィリップ善良公の宮廷人にもとづいている。全員が15世紀のフランドルの衣服を身に着けているからである。右翼パネルには、ベツレヘムに贈り物を持って到着した三博士が表されている。彼らは中央パネルのほうを向いて、幼子イエスのヴィジョンを見ている。
祭壇画の両翼パネルは、週末やほかの特別な折における教会での行事のためにのみ、内部の明るい図像を示すべく開かれた。ほとんどの期間、両翼パネルは閉じられ、内部の主要な図像は覆い隠されていた。両翼パネルの外部には、特定されていない画家の手によりグリザイユで「受胎告知」が描かれ、象徴的なユリの入っている花瓶とともに聖母マリアが左に、「AVE GRAZIA PLENA」 (ラテン語: アヴェ・マリア) という言葉のある巻物を持った大天使ガブリエルが右に描かれている。全体として、この三連祭壇画には4つの告知の場面がある。すなわち、外部にはマリアになされる告知の場面、内部にはアウグストゥス、三博士、羊飼いになされる3つの告知の場面が見られるのである。

## 委嘱
本作は、フィリップ善良公の財務官であったピーテル・ブラデリン (1410-1472年ごろ) により、フランドルのミッデルブルフの新しい町の教会、聖ペトロ・聖パウロ教会の祭壇画として寄進された可能性がある。 ブラデリンは1450年にミッデルブルフの町を創立し、個人事業としてその建設に尽力した。教会は、フランス人司教ジャン・シェヴロ の1460年の死の直前にシェヴロにより聖別化された。しかし、本祭壇画には毛皮の縁取りのついた黒い外套を着て、先の尖った木製サンダルを履いた男性、ブラデリン1人の肖像画しか描かれていない。本来、ブラデリンは妻のマルゲリーテに伴われるのが普通であり、このことにより寄進者については疑問が生まれている。なお、中央パネルに描かれている城は、ミッデルブルフの城であると考えられている。